# Der Dieb von Bagdad (Spiel)
Der Dieb von Bagdad ist ein Brettspiel für 2–4 Spieler von Thorsten Gimmler. Das Spiel ist ab Herbst 2006 bei Queen Games in mehreren Sprachen erschienen und wurde für das Spiel des Jahres 2007 nominiert.

## Spielidee
Das Spiel ist im alten Orient angesiedelt; jeder Spieler schlüpft in die Rolle eines Diebes in Bagdad. Die Diebe ziehen aus, um so viele Schatztruhen aus den sechs Palästen zu stehlen, wie sie können. Dabei versuchen sie, die anderen Diebe auszutricksen.

## Spielablauf
Die Palastkarten werden gemischt und als verdeckter Stapel an die Seite des Spielbretts gelegt, jeder Spieler bekommt eine gewisse Anzahl an Karten. Durch das Ausspielen der Karten kann er seine Diebe in die entsprechenden Paläste schleusen, seine Wächter vor diesen Palästen Wache schieben lassen oder die neutralen Wächter verschieben, um es anderen Dieben schwerer zu machen, in diese Paläste vorzudringen. Um die Schatztruhen zu stehlen, ist immer eine auf den Schatztruhen aufgedruckte Anzahl an Dieben notwendig. Da die Truhen aufsteigend sortiert sind, wird es im Laufe des Spiels immer schwieriger, Truhen zu erbeuten.
Pro Spielrunde kann ein Spieler so viele Karten ausspielen, wie er möchte, danach nimmt er wieder drei Handkarten vom Stapel auf. Hat der Spieler keine Karte ausgespielt, so darf er vier Karten aufnehmen, wobei eine dieser Karten eine Tänzerinnenkarte sein darf. Diese Karte ist ein Joker. Danach ist der nächste Spieler an der Reihe.

## Spielziel
Je nach Anzahl der Spieler müssen vier, fünf oder sechs Schatztruhen gestohlen werden. Wenn ein Spieler die erforderliche Anzahl erbeutet hat, endet das Spiel sofort, und der Gewinner darf sich Dieb von Bagdad nennen.

## Spielschwierigkeit
Das Spiel ist relativ einfach und schnell zu erklären, so dass keine langen Erklärungen vorangehen müssen. Eine Spielrunde dauert etwa 60 Minuten.

## Glücksfaktor
Durch das verdeckte Ziehen der Karten ist der Glücksfaktor zwar recht hoch, doch durch das Beobachten der anderen Spieler kann man Strategie-Elemente einfließen lassen. Da man so viele Handkarten halten kann, wie man will, kann man durchaus gezielt langfristige Spielzüge durchführen.

## Ausstattung
- 1 Spielplan
- 102 Palastkarten (je 17 pro Palast)
- 8 Tänzerinnenkarten
- 48 Diebe (je 12 in den Farben Orange, Blau, Gelb und Grün)
- 24 Wächter (je 4 in den Farben Orange, Blau, Gelb und Grün sowie 8 neutrale Schwarze)
- 24 Schatztruheplättchen (je 6 Truhen gekennzeichnet mit 4 bis 7 Dieben)
- Spielanleitung